# Sami Mustonen
Sami Jouni Kristian Mustonen (ur. 6 kwietnia 1977 w Kemijärvi) – fiński narciarz, specjalista narciarstwa dowolnego.

## Kariera sportowa
Zdobył brązowy medal w jeździe po muldach na igrzyskach olimpijskich w Nagano. Zdobył także srebrny medal w jeździe po muldach podwójnych na mistrzostwach świata w Ruka oraz brązowy w jeździe po muldach na mistrzostwach świata w Meiringen. Najlepsze wyniki w Pucharze Świata osiągnął w sezonie 1999/2000, kiedy to zajął 5. miejsce w klasyfikacji generalnej, a w klasyfikacji jazdy po muldach był drugi.
W 2007 r. zakończył karierę.

## Osiągnięcia

### Igrzyska olimpijskie
| Miejsce | Dzień     | Rok  | Miejscowość    | Konkurencja      | Zwycięzca       |
| ------- | --------- | ---- | -------------- | ---------------- | --------------- |
| 3.      | 11 lutego | 1998 | Nagano         | Jazda po muldach | Jonny Moseley   |
| 10.     | 12 lutego | 2002 | Salt Lake City | Jazda po muldach | Janne Lahtela   |
| 22.     | 15 lutego | 2006 | Turyn          | Jazda po muldach | Dale Begg-Smith |

### Mistrzostwa świata
| Miejsce | Dzień    | Rok  | Miejscowość          | Konkurencja      | Zwycięzca                 |
| ------- | -------- | ---- | -------------------- | ---------------- | ------------------------- |
| 10.     | 8 lutego | 1997 | Iizuna               | Jazda po muldach | Jean-Luc Brassard         |
| 3.      | 10 marca | 1999 | Meiringen            | Jazda po muldach | Janne Lahtela             |
| 9.      | 14 marca | 1999 | Meiringen            | Muldy podwójne   | Johann Grégoire           |
| 13.     | 19 marca | 2005 | Ruka                 | Jazda po muldach | Nathan Roberts            |
| 2.      | 20 marca | 2005 | Ruka                 | Muldy podwójne   | Toby Dawson               |
| 10.     | 9 marca  | 2007 | Madonna di Campiglio | Jazda po muldach | Pierre-Alexandre Rousseau |
| 11.     | 10 marca | 2007 | Madonna di Campiglio | Muldy podwójne   | Dale Begg-Smith           |

### Puchar Świata

#### Miejsca w klasyfikacji generalnej
- sezon 1994/1995: 98.
- sezon 1995/1996: 73.
- sezon 1996/1997: 40.
- sezon 1997/1998: 31.
- sezon 1998/1999: 10.
- sezon 1999/2000: 5.
- sezon 2000/2001: 32.
- sezon 2001/2002: 60.
- sezon 2003/2004: 40.
- sezon 2004/2005: 38.
- sezon 2005/2006: 15.
- sezon 2006/2007: 19.

#### Miejsca na podium
1. Hundfjället – 10 marca 1998 (Muldy podwójne) – 3. miejsce
2. Mont Tremblant – 9 stycznia 1999 (Jazda po muldach) – 1. miejsce
3. Whistler Blackcomb – 30 stycznia 1999 (Jazda po muldach) – 2. miejsce
4. Heavenly – 22 stycznia 2000 (Jazda po muldach) – 3. miejsce
5. Madarao – 30 stycznia 2000 (Jazda po muldach) – 1. miejsce
6. Livigno – 16 marca 2000 (Muldy podwójne) – 2. miejsce
7. Tignes – 14 grudnia 2000 (Jazda po muldach) – 2. miejsce
8. Saint-Lary-Soulan – 12 stycznia 2002 (Jazda po muldach) – 1. miejsce
9. Madarao – 10 marca 2002 (Jazda po muldach) – 1. miejsce
10. Tignes – 14 grudnia 2005 (Jazda po muldach) – 3. miejsce
11. Lake Placid – 22 stycznia 2006 (Jazda po muldach) – 2. miejsce
12. Madonna di Campiglio – 28 stycznia 2006 (Jazda po muldach) – 2. miejsce
13. La Plagne – 5 lutego 2007 (Jazda po muldach) – 1. miejsce
14. Voss – 3 marca 2007 (Jazda po muldach) – 2. miejsce

- W sumie 5 zwycięstw, 6 drugich i 3 trzecie miejsca.